# Нинџа корњаче: Изван сенке
Нинџа корњаче: Изван сенке (енгл. Teenage Mutant Ninja Turtles: Out of the Shadows) амерички је суперхеројски филм из 2016. године. Режију потписује Дејв Грин, по сценарију Џоша Апелбаума и Андреа Немеца. Наставак је филма Нинџа корњаче (2014). Главне улоге тумаче Меган Фокс, Вил Арнет, Лора Лини, Стивен Амел, Ноел Фишер, Џереми Хауард, Пит Плошек, Алан Ричсон, Тајлер Пери, Гари Ентони Вилијамс, Брајан Ти и Шејмус. Радња прати Нинџа корњаче које се након победе над Шредером морају суочити са још већим непријатељем: страшним Крангом.
Добио је помешане рецензије критичара, а поједини су га сматрали благим побољшањем у односу на претходника. Међутим, није остварио финансијски успех зарадивши само 245 милиона долара у односу на буџет од 135 милиона долара, након чега се одустало од планова за наставком. Рибут је тренутно у плану.

## Радња
Кад суперзликовац Шредер побегне из затвора, он ће удружити снаге с лудим научником Бакстером Стокманом и два помоћника, Бибопом и Рокстедијем, да би покренуо дијаболичан план за преузимање власти над целим светом. Док се Корњаче припремају да победе Шредера и његову нову екипу, сусрећу се с још већим злом које има сличне намере: озлоглашеним Крангом.

## Улоге
| Глумац               | Улога              |
| -------------------- | ------------------ |
| Пит Плошек           | Леонардо           |
| Џереми Хауард        | Донатело           |
| Алан Ричсон          | Рафаело            |
| Ноел Фишер           | Микеланђело        |
| Питер Д. Бадаламенти | Сплинтер           |
| Тони Шалуб (глас)    | Сплинтер           |
| Гари Ентони Вилијамс | Бибоп              |
| Шејмус               | Рокстеди           |
| Бред Гарет           | Кранг              |
| Меган Фокс           | Ејприл О’Нил       |
| Стивен Амел          | Кејси Џоунс        |
| Вил Арнет            | Верн Фенвик        |
| Лора Лини            | Ребека Винсент     |
| Брајан Ти            | Шредер             |
| Тајлер Пери          | др Бакстер Стокман |
| Британи Ишибаши      | Караи              |